# علویه بابایوا
علویه بابایوا (ترکی آذربایجانی: Ələviyyə Babayeva; ۱۲ اوت ۱۹۲۱ – ۲۳ سپتامبر ۲۰۱۴) نثرنویس، مترجم ادبیات روسی و ناشر برجسته آذربایجانی بود که تأثیر قابل توجهی بر ادبیات معاصر آذربایجان داشت.

## زندگی و فعالیت‌های ادبی
علویه بابایوا ۱۲ ماه مه سال ۱۹۲۱ در باکو زاده شد. فعالیت ادبی خود را در سال ۱۹۳۶ و با انتشار داستان کوتاهی تحت عنوان «دو زندگی» در نشریه‌های ادبی آغاز کرد. آثار او عمدتاً به بررسی جایگاه انسان در جامعه، سرنوشت افراد و تحولات اجتماعی می‌پردازد. وی با رویکردی واقع‌گرایانه، به مسائل روان‌شناختی و اجتماعی پرداخته و شخصیت‌های داستان‌هایش را با دقتی خاص به تصویر کشیده است. علاوه بر خلق آثار داستانی، ترجمه‌های ارزنده‌ای از ادبیات معاصر روسیه به زبان ترکی آذربایجانی انجام داده است که در ارتقای سطح فرهنگی و ادبی کشور خویش نقشی مؤثر داشته‌اند.

## آثار برجسته
از مجموع مهم‌ترین آثار علویه بابایوا می‌توان به موارد زیر اشاره کرد:
- «من تنها نیستم» (بررسی تنهایی و چالش‌های فردی در جامعه)
- «درخت توت» (بازتابی از تحولات اجتماعی در بستر تاریخی)
- «مردم و سرنوشت‌ها» (تحلیل روان‌شناختی روابط انسانی)
- «در جستجوی تو» (روایت جستجوی هویت و معنای زندگی)
- «شاید فردایی نباشد» (بررسی مسئله مرگ و معنای هستی)[۳]

## میراث و تأثیرگذاری
نسل‌های بعدی ادبیات آذربایجانی تاسیرات زیادی از علویه بابایوا گرفته‌اند. آثار او نه‌تنها در حوزه ادبیات داستانی، بلکه در مطالعات اجتماعی و فرهنگی نیز مورد توجه قرار گرفته است. ترجمه‌هایش از ادبیات روسی سهم بسزایی در آشنایی خوانندگان آذربایجانی‌زبان با اندیشه‌های مدرن ادبیات جهانی داشته است.

## درگذشت
علویه بابایوا در تاریخ ۲۳ سپتامبر ۲۰۱۴ در سن ۹۳ سالگی درگذشت. بر اساس وصیت خود، در کنار همسرش در قبرستان یاسامال به خاک سپرده شد. نام او همچنان در تاریخ ادبیات آذربایجانی به عنوان یکی از شخصیت‌های تأثیرگذار و ماندگار ثبت شده است.

## جایزه‌ها
- هنرمند افتخاری فرهنگ جمهوری سوسیالیستی آذربایجان شوروی– ۳۰ ژوئیه ۱۹۷۹[۵]
- مستمری ویژه رئیس‌جمهور آذربایجان – ۱۱ ژوئن ۲۰۰۲[۶]